# Margawangi
Margawangi is een bestuurslaag in het regentschap Lebak van de provincie Banten, Indonesië. Margawangi telt 1545 inwoners (volkstelling 2010).